# Harry Dent
Pour les articles homonymes, voir Harry Dent.
Œuvres principales
S'enrichir en l'an 2000
Harry S. Dent, Jr. (né en 1950) est un écrivain et économiste américain, auteur de lettres d'information financières. 

## Biographie
Harry S. Dent, Jr. nait à Columbia (Caroline du Sud, États-Unis), en Amérique du Nord, en 1950. Son père est Harry S. Dent, Sr., conseiller stratégique du Parti républicain. Harry S. Dent, Jr. obtient sa licence à l'Université de Caroline du Sud, où il est major de sa promotion. Il est titulaire d'une maîtrise en administration des affaires de l'École des affaires de Harvard, en tant que boursier Baker. Il vit à Tampa (Floride, États-Unis).
Harry Dent est le fondateur de HS Dent Investment Management, une firme d'investissement basée à Tampa, en Floride, qui conseille le fonds d'investissement Dent Strategic Portfolio Fund. Harry Dent est également le président et fondateur de la Fondation H.S. Dent et des éditions H.S. Dent.
Harry Dent écrit une lettre d'information économique qui passe en revue l'économie aux États-Unis et partout dans le monde, en se concentrant sur les habitudes de dépenses prévisibles des consommateurs, grâce aux tendances démographiques. Il y détaille aussi les marchés financiers. Il a écrit plusieurs livres, dont certains ont été des best-sellers.

## Théories
Comme Robert Prechter, Harry Dent base ses théories sur les vagues de Kondratiev et d'Elliott, ainsi que le grand supercycle d'ondes d'Elliott. Le fondement des recherches de Harry Dent est la nature hautement prévisible des dépenses de consommation, basée sur le modèle d'évolution d'une famille : des dépenses minimes de la part des jeunes adultes, l'augmentation de celles-ci avec l'éducation des enfants, atteignant leur maximum lorsque leurs enfants quittent la maison, puis les dépenses diminuent au cours des quinze dernières années de la vie professionnelle (entre 48 et 63 ans), avec une épargne croissante, en préparation à la retraite.
Dans les années 1980, Harry Dent prédit que l'économie japonaise, alors la coqueluche du monde, allait bientôt entrer dans un ralentissement qui va durer plus d'une décennie. Dans les années 1990, il a prédit que l'indice Dow Jones atteindrait 10 000 points. Ces deux prédictions ont été accueillies avec beaucoup de scepticisme, et pourtant toutes deux ont fini par se réaliser.
Au Japon, Harry Dent utilise le pic de population de 45 à 50 ans (entre 1990 et 1994), pour prévoir le début d'un long ralentissement. Aux États-Unis, il utilise, et continue d'utiliser, l'année du pic pour les 48 ans, en 2009, comme le sommet d'un modèle de croissance à long terme.
En 2000, sur la base de ses prévisions, selon lesquelles la croissance économique se poursuivra tout au long des années 2000, Harry Dent prédit que l'indice Dow Jones atteindrait 40 000 points, une prédiction qu'il répète dans son livre de 2004. Il prédit aussi que l'indice NASDAQ atteindrait 13 000 à 20 000 points. Fin 2005, il révise ses prévisions à des niveaux beaucoup plus faibles, estimant que l'indice Dow Jones atteindrait 16 000 à 18 000 points et l'indice NASDAQ 3 000 à 4 000 points. En janvier 2006, il annonce que l'indice Dow Jones atteindra 14 000 à 15 000 points d'ici la fin de l'année. Cet indice termine 2006 à 12 463 points, 11 % en dessous de la valeur inférieure de sa prédiction, et 2007 à 13 264 points, encore une fois significativement plus bas que la prédiction révisée de Harry Dent, fixée à 15 000 points au début de 2008. Par la suite, l'indice Dow Jones, après avoir franchi la barre des 14 000 points, vers la fin de 2007, n'a cessé de décroître.
Harry Dent a popularisé la  théorie de l'onde de dépenses des baby boomers. Selon lui, lorsque les enfants des baby-boomers quittent la maison, ces derniers commencent à rembourser leurs emprunts et à épargner pour la retraite, ce qui signifie dépenser moins. Cela signifie que le marché boursier atteint un plateau entre 2007 et 2009, et reste fondamentalement plat jusqu'au quatrième trimestre de 2011.

### Prévisions pour les années 2010
Son livre de 2011, The Great Crash Ahead, poursuit en suggérant que les dépenses de consommation vont commencer à chuter en 2012, avec l'indice Dow Jones au creux de la vague, quelque part entre 3 000 et 5 600 points, en 2014. Après avoir touché le fond, les bourses connaîtront une mini-reprise en 2015-2017 avant de tomber au plus bas pendant la période 2019-2023, lors du creux du groupe d'âge de 45 à 50 ans, dû au fait que le taux de natalité des États-Unis atteint son plus bas niveau en 1973. 
Pour 2012, Harry Dent annonce la chute de l'indice Dow Jones à 10 000 points et sa baisse vers 3 000 points, en 2013. Selon lui, la dette privée, évaluée à 42 GUS$ a un effet déflationniste. Il recommande de ne pas investir dans l'or, l'argent ou l'immobilier, mais dans le dollar. Il prévoit un effondrement des économies européennes, causé par la dette espagnole, ainsi que de l'économie chinoise. Il annonce également, le 30 décembre 2011, une chute de 30 à 50 % de l'indice Standard & Poor's 500. Le 17 février 2012, cette prévision est remplacée par un pronostic de hausse.

## Critiques
Harry Dent fait un usage intensif de graphiques, de cycles et de tendances, en dehors de ses théories démographiques, dans la prédiction à court et moyen terme des cycles économiques et boursiers. Son travail est basé essentiellement sur l'hypothèse que la plupart des performances à long terme sur le marché boursier peut être expliquée par des tendances à long terme et des graphiques issus du passé. 

Ses détracteurs contestent l'hypothèse que les indices de tous les événements majeurs du marché boursier peuvent être trouvés dans l'histoire relativement courte des marchés boursiers qui fonctionnent bien, dans le monde. Son travail a été critiqué, aussi, pour un usage intensif de l'exploration de données, où il est facile de trouver des schémas dans les données passées et de leur attribuer des pouvoirs de prédiction, quand de nombreux schémas de ce type se trouvent, par pur hasard, dans tous les ensembles de données. Harry Dent est aussi critiqué par de nombreux économistes, pour s'être carrément trompé dans plusieurs de ses prédictions. En fait, www.maxfunds.com, un site d'information financière lui a décerné le Prix « Ultime Charlatan ». Ils écrivent :

« Les pires conseils d'investissement arrivent habituellement vers le haut et le bas des cycles boursiers. Le gourou des tendances démographiques Harry S. Dent se manifeste à nouveau, en vantant son dernier livre The Great Depression Ahead: How to Prosper in the Crash Following the Greatest Boom in History... Dans son travail de 2006, Dent a prédit : « Le Dow atteignant 40 000 d'ici la fin de la décennie, le Nasdaq progressant d'au moins dix fois à partir de son minimum d'octobre 2001 jusqu'à environ 13 500, et potentiellement jusqu'à 20 000 en 2009 ... Le Grand Boom réapparaissant dans sa phase finale la plus forte en 2007, et encore plus complètement en 2008, durant jusqu'à la fin de 2009 et au début de 2010 ». Bien sûr, ceux qui ont lu The Roaring 2000s, le chef-d'œuvre de Dent de 1999, devraient bientôt acheter à chacun de nous une dinde avec tout le toutim. Selon le livre, il reste seulement un an avant que le Dow dépasse 40 000 et le Nasdaq atteigne 20 000, date à laquelle nous allons tout simplement amplifier nos fortunes en réduisant les avoirs durant la dépression à venir. Nous ne pouvons pas sous-estimer l'ampleur de ce mouvement final avant que la dépression ne frappe, car le Dow Jones et le Nasdaq sont actuellement un peu inférieurs à ce qu'ils étaient en 1999, lorsque The Roaring 2000s a été publié,. »

## Distinction
Les livres The Roaring 2000s: Building the Wealth and Lifestyle You Desire in the Greatest Boom in History et The Great Depression Ahead, de Harry Dent, sont apparus dans la liste des meilleures ventes du New York Times.

## Le fonds d'investissement Dent Tactical ETF
Lancé en 2009 par Harry Dent, le Dent Tactical Exchange-Traded Fund est un fonds d'investissement dont l'objectif est la croissance à long terme du capital investi. Il est géré par Rodney Johnson, avec Harry Dent comme conseil et stratège, et réunit 15 MUS$ d'avoirs. Au bout de deux ans d'existence, la valeur de ce fonds n'a pas changé, alors que les indices Standard & Poor's 500, Dow Jones Industrial Average et Russell 2000 progressent de 15 % durant la même période.